# Lia (nome)
Lia  è un nome proprio di persona italiano femminile.

## Varianti
- Femminili: Lya[3]
  - Alterati: Lietta[2][3]
- Maschili: Lio[2][3]

### Varianti in altre lingue
- Catalano: Lia[7]
- Ceco: Lea[5]
- Croato: Lea[5]
- Danese: Lea[5]
- Inglese: Leah[5][6], Lea[6], Leia[6]
- Ebraico: לֵאָה (Lê'âh)[1][3][5]
- Finlandese: Lea[5]
- Francese: Léa[5][6], Lya[5]
- Galiziano: Lía[5]
- Georgiano: ლია (Lia)[5]
- Greco biblico: Λεία (Léia)[1][5]
- Greco moderno: Λεια (Leia)[1][5]
- Latino: Lia[5]
- Lituano: Lėja[5]
- Norvegese: Lea[5]
- Olandese: Lea[5]
- Portoghese: Lia[5]
- Slovacco: Lea[5]
- Sloveno: Lea[5]
- Spagnolo: Lía[6][7]
- Svedese: Lea[5]
- Tedesco: Lea[5]
- Ungherese: Lea[5]

## Origine e diffusione

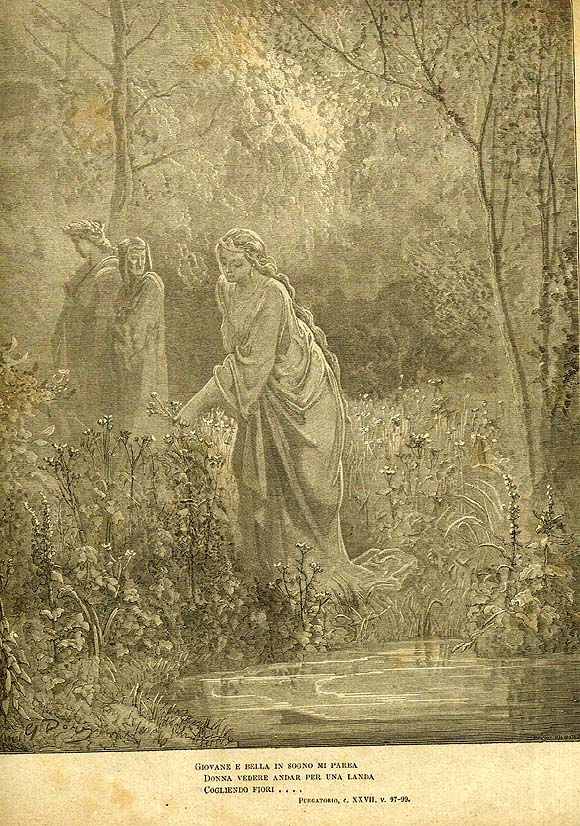
Lia in un'illustrazione di Gustave Doré

Si tratta di un nome di tradizione biblica, in quanto portato da Lia, figlia maggiore di Labano e prima moglie di Giacobbe. Esso deriva dall'ebraico לֵאָה (Lê'âh), che viene tradizionalmente associato al verbo לְאָה (le'ah, "affaticare", "stancare"), col significato di "stanca", "affaticata" e, in senso lato, "laboriosa", ben adatto ad una figura che era considerata il prototipo della donna attiva e lavoratrice. Si tratta però di una paretimologia, ed è invece più probabile che l'origine sia da ricercare nel nome di un animale, la vacca, il vitello o anche la gazzella, da una radice affine all'accadico littu ("vacca", appunto). Questa interpretazione è in perfetto parallelo con quella del nome Rachele, portato dalla sorella di Lia, che significa pecora: entrambi nomi appropriati, dato che i figli dell'una e dell'altra divennero rispettivamente allevatori di bovini e di ovini.
Il nome ebraico venne trasmesso nel greco biblico della versione dei Settanta come Λεία (Léia, pronunciato "Lêa") ma nella Vulgata latina, scritta in un'epoca in cui ormai il dittongo greco veniva letto "i", venne reso come Lia, da cui discende direttamente la forma italiana. Il nome era comune tra gli ebrei durante il Medioevo, e si diffuse fra i Puritani inglesi dopo Riforma Protestante.
Al netto del suo significato e delle figure che l'hanno portato, sia in italiano, sia in inglese, il nome è scelto principalmente per il suono piacevole. In Italia è abbastanza comune (con diffusione maggiore in Toscana, e minore al Sud), e si registra anche nella variante Lya (etimologicamente non giustificata) e nella forma maschile "Lio" (comunque pressoché inutilizzata); inoltre può costituire anche una forma ipocoristica di Rosalia (specialmente in Sicilia) o di altri nomi che terminano in -lia, come Giulia, Aurelia o Amalia. Va notato inoltre che il nome Lea, che è variante di Lia in diverse lingue, in italiano ha un'origine differente.

## Onomastico
L'onomastico viene festeggiato il 1º giugno in ricordo di santa Lia, martire in Lucania sotto i saraceni con i figli e il marito Stefano.

## Persone
- Lia Amanda, attrice italiana
- Lia Angeleri, attrice italiana

Lia Amanda

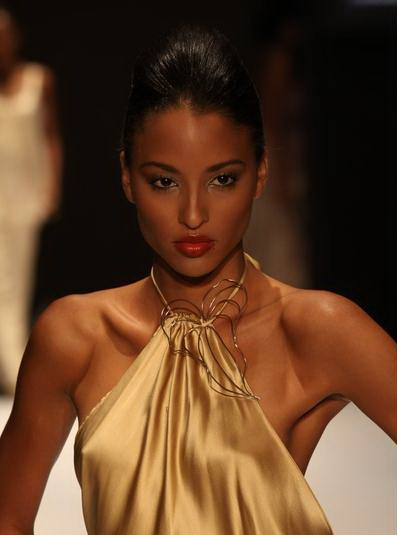
Leah Marville

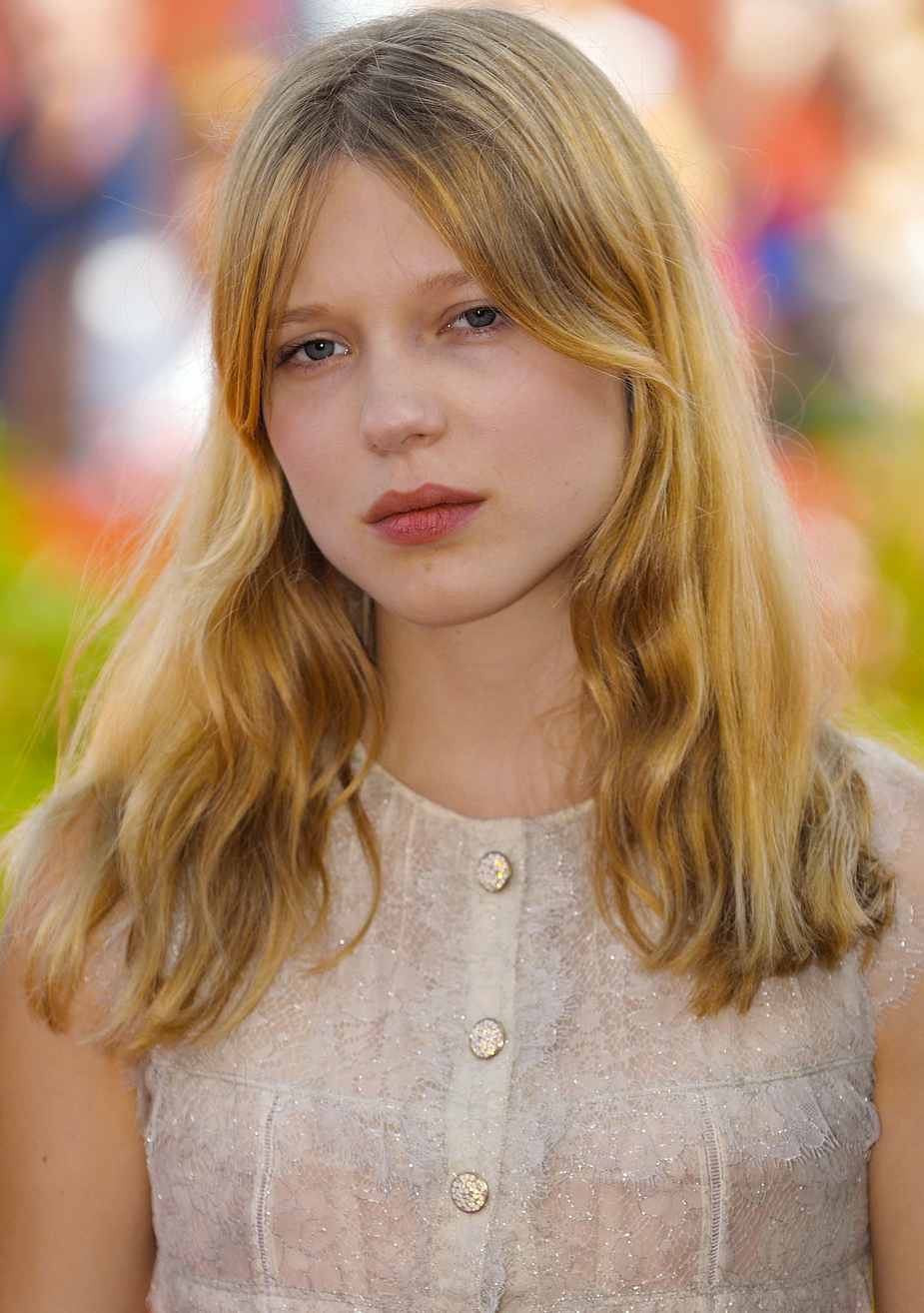
Léa Seydoux

- Lia Celi, scrittrice, giornalista e autrice televisiva italiana
- Lia Di Leo, attrice italiana
- Lia Gotti, attrice italiana
- Lia Levi, scrittrice e giornalista italiana
- Lia Manoliu, atleta rumena
- Lia Origoni, attrice e cantante italiana
- Lia Orlandini, attrice e doppiatrice italiana
- Lia Parolari, ginnasta italiana
- Lia Scutari, cantante e attrice italiana
- Lia Tanzi, attrice italiana
- Lia Valerio, cestista italiana
- Lia Varesio, attivista italiana
- Lia Zoppelli, attrice italiana

### Variante Leah
- Leah Ayres, attrice statunitense
- Leah Baird, attrice e sceneggiatrice statunitense
- Leah Dizon, attrice, cantante, modella, personaggio televisivo e gravure idol statunitense
- Leah Fortune, calciatrice brasiliana
- Leah Manning, educatrice e politica britannica
- Leah Marville, modella barbadiana
- Leah Pipes, attrice statunitense
- Leah Remini, attrice statunitense

### Altre varianti femminili
- Lía Borrero, modella panamense
- Léa Pool, regista, sceneggiatrice e produttrice cinematografica svizzera naturalizzata canadese
- Léa Seydoux, attrice e modella francese

### Variante maschile Lio
- Lio Beghin, autore televisivo italiano
- Lio Gangeri, scultore italiano
- Lio Scheggi, politico italiano

## Il nome nelle arti
- Leah Clearwater è un personaggio dei romanzi della serie Twilight, scritta da Stephenie Meyer.
- Lia Vazzi è un personaggio del romanzo di Mario Puzo L'ultimo padrino.
- Signora Lia è una canzone di Claudio Baglioni.
- Lia è la protagonista del romanzo Nel deserto scritto da Grazia Deledda.
- Rosalia 'Lia' Cecchini, personaggio della serie televisiva Don Matteo.